# Megalomyrmex symmetochus
Megalomyrmex symmetochus és una espècie de formiga de la subfamília dels mirmicins (Myrmicinae) de distribució neotropical, que va ser descoberta per William M. Wheeler l'any 1924 a l'illa de Barro Colorado (Panamà).

## Descripció
Les obreres fan de 3 a 3,5 mil·límetres de llarg, i tenen els ull petits i convexos, que probablement estan adaptats a la vida dins dels nius foscos on habiten. De vegades presenten ocels molt petits. Són de color vermell groguenc, amb les mandíbules i algunes altres parts de color marró.
La femella fa gairebé 4 mil·límetres de llarg. Té els ulls més grans que les obreres i s'hi distingeixen els ocels. A part d'això, són molt semblants a les obreres. Cada ocel té un marge negre internament. Les ales són hialines i iridescents, d'un color groguenc, amb les venes i el pterostigma groc pàl·lid. Les membranes de les ales són pubescents.
Els mascles fan gairebé 3 mil·límetres de llarg. Tenen ulls i ocels molt grossos. El seu cos és molt semblant al de les obreres i les femelles, però amb els costats del tòrax llisos. Les ales tenen pubescències més llargues que en les femelles. Són de color groc marronós, amb antenes i potes lleugerament més pàl·lides. Els ulls i un punt al llarg de la vora interna de cada ocel són negres.

## Distribució i ecologia
Megalomyrmex symmetochus ha estat localitzada a Bolívia, Perú, Brasil, Panamà i Costa Rica. Solen viure associades permanentment a formigues de l'espècie cultivadora de fongs Sericomyrmex amabilis, en poblacions força menys nombroses que la de l'espècie hostatjadora. Megalomyrmex symmetochus protegeix la colònia de S. amabilis de possibles incursions de depredadors de l'hort de fongs mitjançant la producció d'un alcaloide verinós que és més potent que les mossegades que puguin fer a l'intrús l'espècie hostatjadora.